# Victoria (Grenada)
Victoria è una città della Parrocchia di Saint Mark, nell'isola di Grenada. Si trova nella parte nordovest dell'isola. È un villaggio di pescatori popolato da circa 4 000 abitanti ed è il centro delle attività della parrocchia, la più piccola dell'isola.